# تک‌پر سیاه
تک‌پر سیاه یا تک‌روی سیاه (نام علمی: Entomodestes coracinus) نام یک گونه از سرده تک‌پرهای سرسیاه است.